# Хронологія російського вторгнення в Україну (травень 2023)
Ця стаття є частиною хронології повномасштабного російського вторгнення в Україну з 24 лютого 2022 року, яка є частиною хронології російської збройної агресії проти України з 2014 року.
Про події попереднього місяця — див. Хронологія російського вторгнення в Україну (квітень 2023), наступного — див. Хронологія російського вторгнення в Україну (червень 2023)
Про події попереднього місяця — див. Хронологія російського вторгнення в Україну (квітень 2023)

## Загальний стан на початок травня 2023 року
Росіяни намагалися захопити Бахмут, продовжуючи обстріли міст та селищ в практично всіх регіонах України.

## 1-10 травня

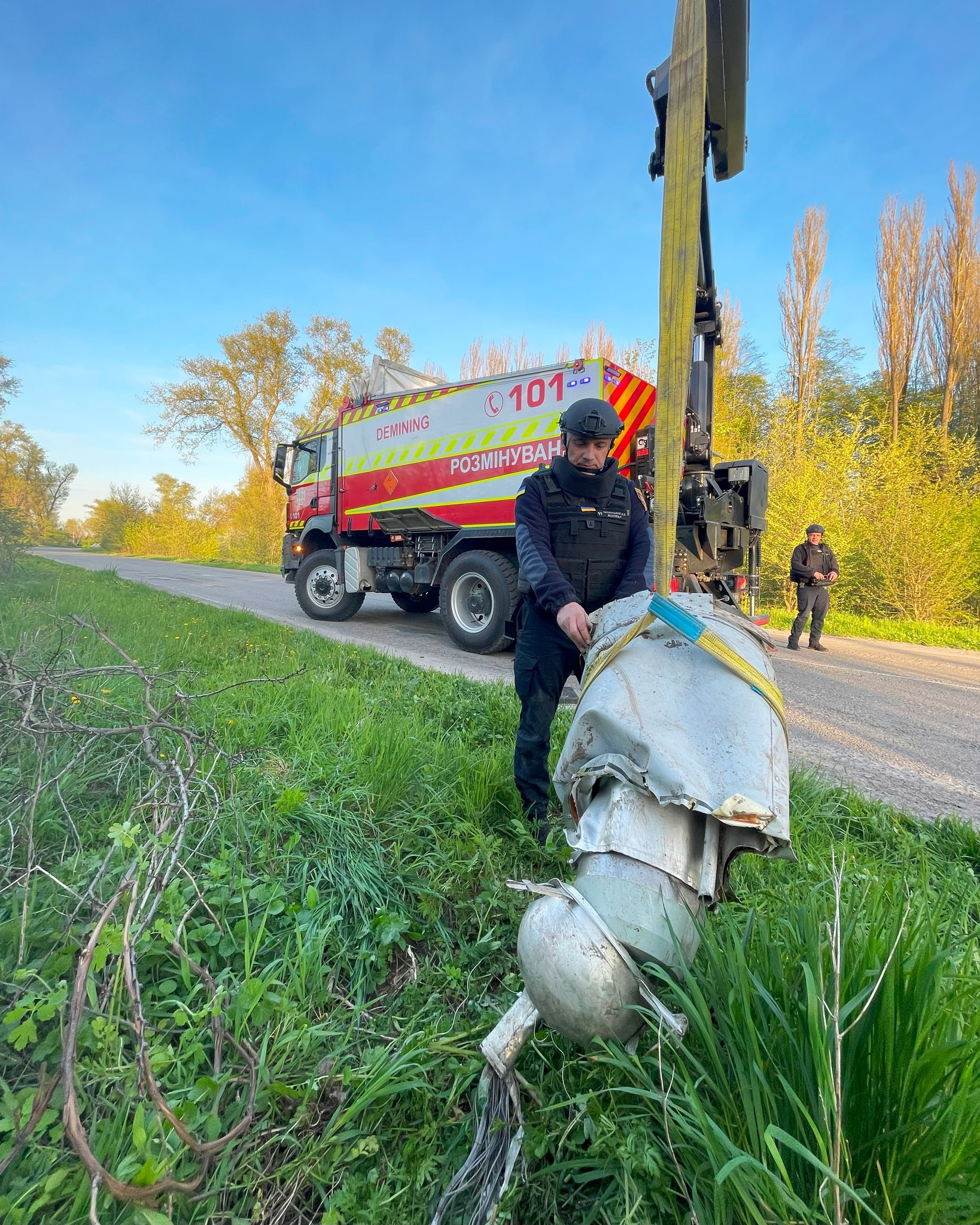
Залишки російської крилатої ракети Х-55, знайдені в Київській області, 1 травня 2023 року

### 1 травня
Уночі російська армія завдала чергового ракетного удару по Україні. За даними української сторони, стратегічною авіацією з Мурманської області та району Каспійського моря було випущено 18 крилатих ракет Х-101/Х-555, з яких вдалося збити 15.
Окупанти продовжили наступ на Лиманському, Бахмутському, Авдіївському та Мар'їнському напрямках, ЗСУ відбили 41 атаку, в епіцентрі боїв: Бахмут та Мар'їнка.
Протягом дня росіяни 71 раз обстріляли Херсонську область із танків, авіації та важкої артилерії.
В Брянській області РФ було підірвано залізницю, потяг із 60 вагонами нафтопродуктами зійшов із рейок, почалася пожежа.

### 2 травня
Росіяни обстріляли Херсон, троє людей загинуло, п'ятеро було поранено, також було атаковано Кізомис та Велетенське під Херсоном, одна людина загинула, кількох було поранено. Під тимчасово окупованим Сімферополем, біля селища Шкільне, на базі російських прикордонників пролунав вибух, у Севастополі пролунав гучний вибух.

### 3 травня

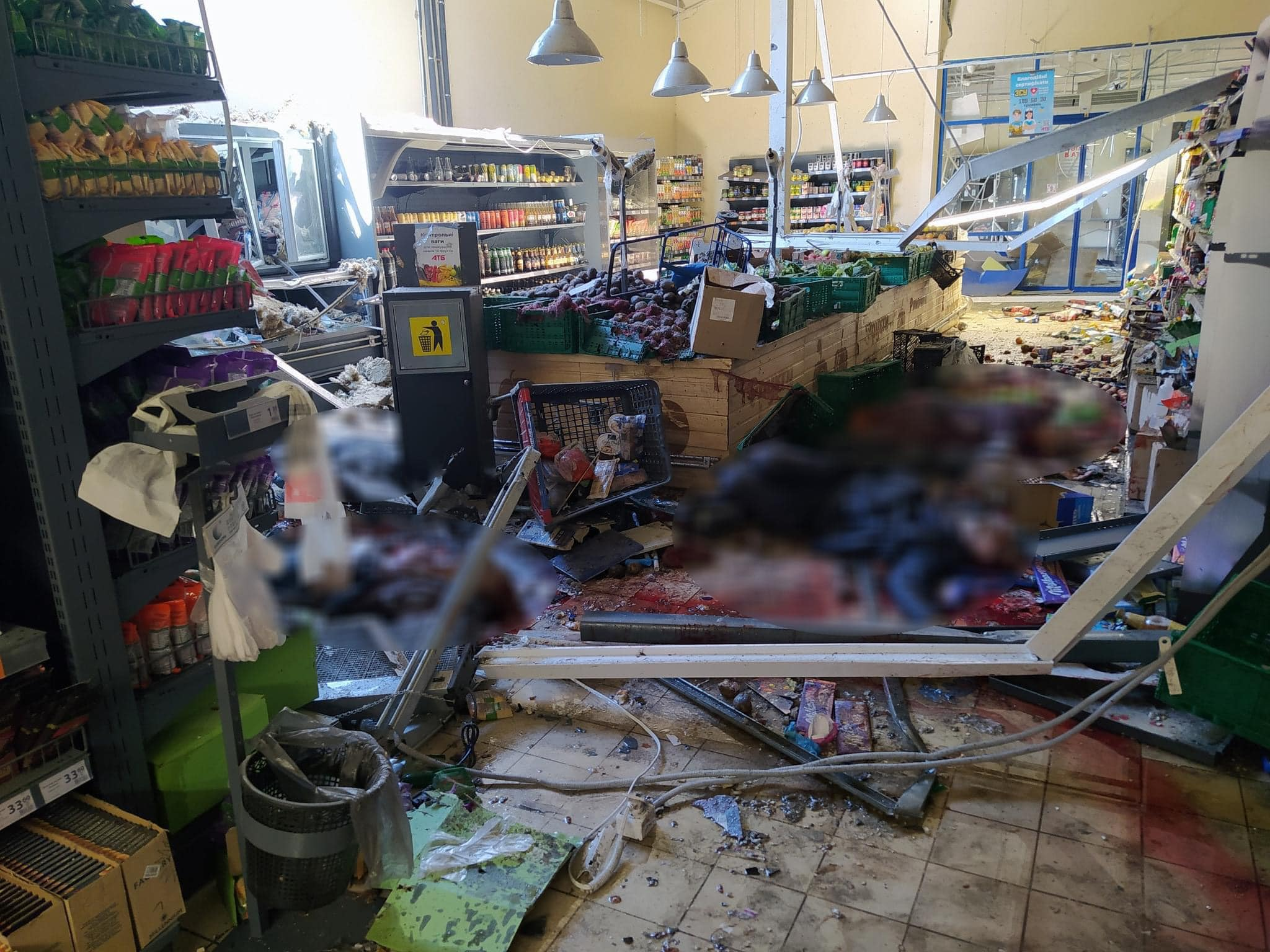
Загиблі в херсонському супермаркеті «АТБ»

Росіяни обстріляли Запоріжжя і здійснили масований обстріл Херсона та області. Було влучання у супермаркет АТБ, гіпермаркет Епіцентр, залізничний вокзал та дитячий садок. У Херсоні та інших населених пунктах області загинули 24 особи. Зокрема, вбито трьох енергетиків у Степанівці і чоловіка на власному подвір'ї в Токарівці. В області оголошено триденну жалобу.
Верховна рада прийняла законопроєкт, що передбачав відпустку на 60 днів для військовослужбовців при демобілізації.
Зафіксовано на відео влучання дрону в одну з башт Московського Кремля.

### 4 травня

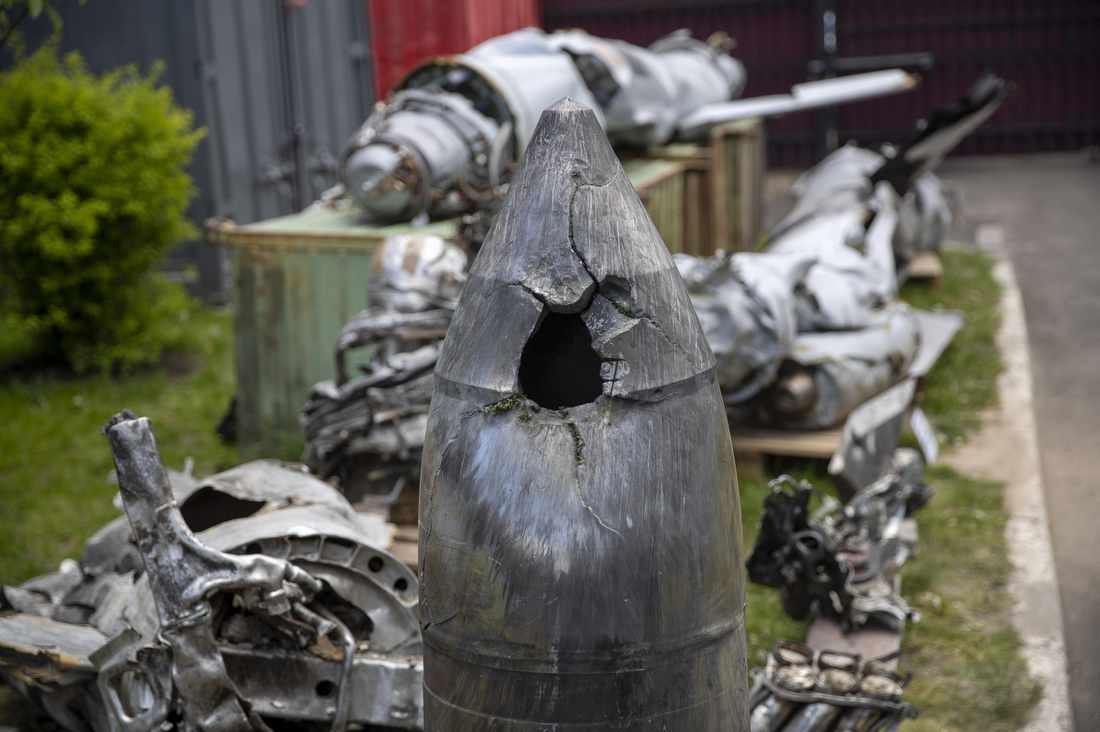
Російська ракета, збита 4 травня

Вночі росіяни обстріляли теплоелектростанцію ДТЕК «Енерго».
Вночі російська армія знову атакувала Україну безпілотниками. За даними українських військових, із Брянської області та зі східного узбережжя Азовського моря запустили 24 безпілотники «Shahed-136/131», з яких було збито 18 (зокрема всі, що летіли на Київ). 15 дронів летіли на Одесу; 12 із них було збито, а 3 влучили в гуртожитки навчального закладу. Постраждалих немає.
Збройні сили України вперше успішно перехопили російську «гіперзвукову» ракету Х-47 «Кинжал» близько 02:40 у небі над Києвом. За словам Олещука, збити її вдалося завдяки зенітно-ракетному комплексу Patriot, який ЗСУ отримали у квітні.

### 5 травня

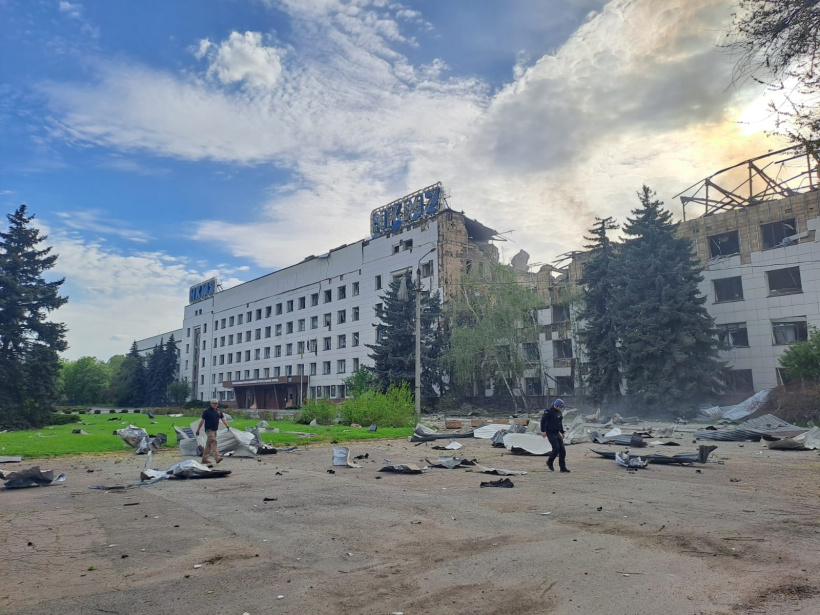
Новокраматорський машинобудівний завод після обстрілу

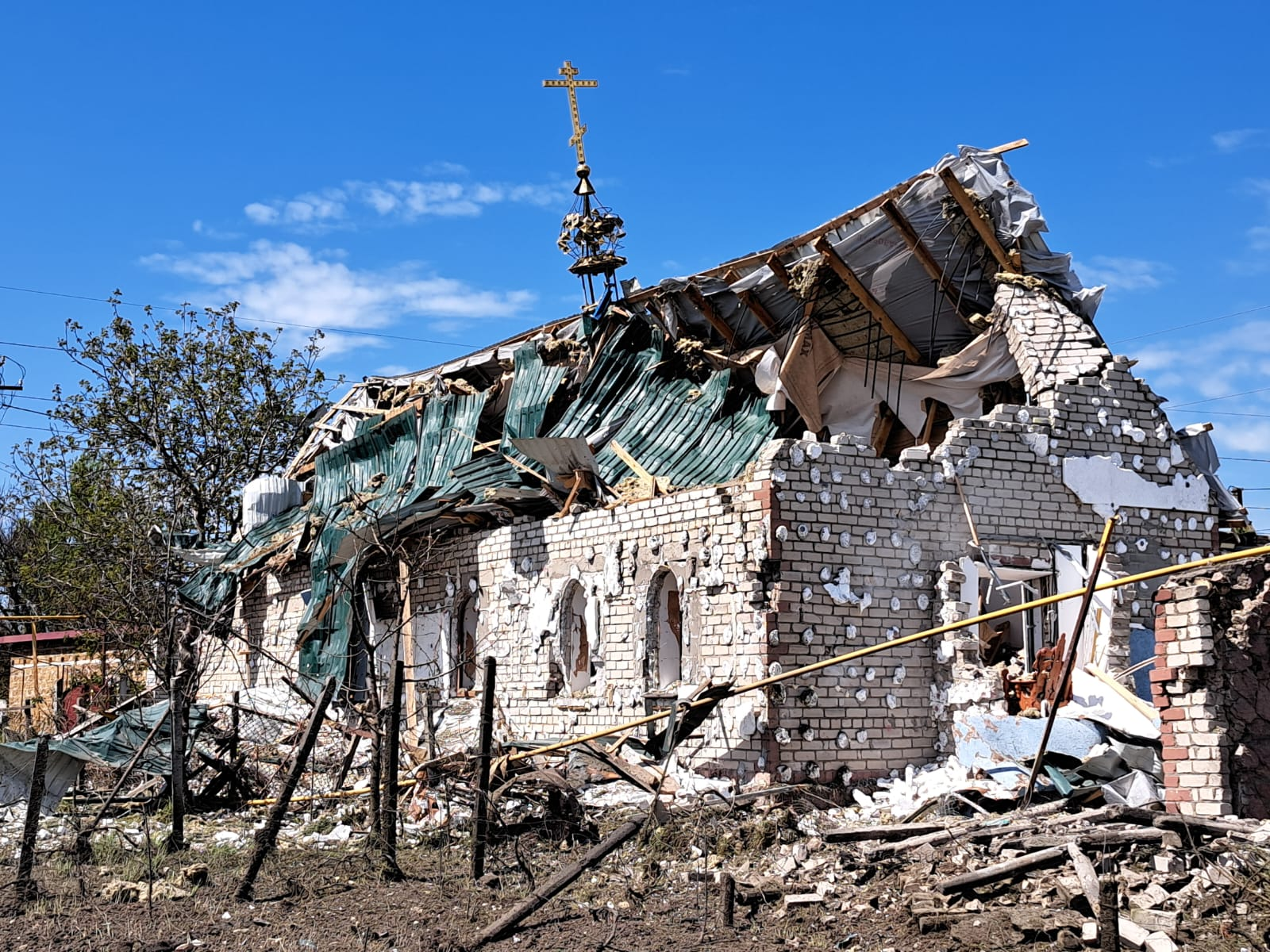
Церква в селі Веселе після попадання російської авіабомби. 5.05.2023

Зранку росіяни завдали удару по енергооб'єкту в Донецькій області, а надвечір нанесли ракетний удар по Краматорську і Слов'янську; постраждали два заводи. ЗСУ відбили понад 30 атак на Донеччині, знищили російський засіб протиповітряної оборони. Росіяни обстріляли Бахмут фосфорними снарядами.
Україні вдалося повернути додому тіла 80 полеглих захисників. Передача тіл із тимчасово окупованих територій України відбулась за сприяння Офісу Уповноваженого зі зниклих безвісти при Мінреінтеграції у співпраці з силовими структурами.
На бахмутському напрямку росіяни безуспішно атакували у напрямку Григорівки, Іванівського та Нью-Йорка. Тривають бої у місті Бахмут. Також ЗСУ відбили кілька атак в районі Мар'їнки.
Гауляйтер Євген Балицький оголосив «часткову евакуацію» мешканців із 18 окупованих населених пунктів Запорізької області. Схожі дії проводили окупанти перед контрнаступом ЗСУ у Херсонській області.

### 6 травня

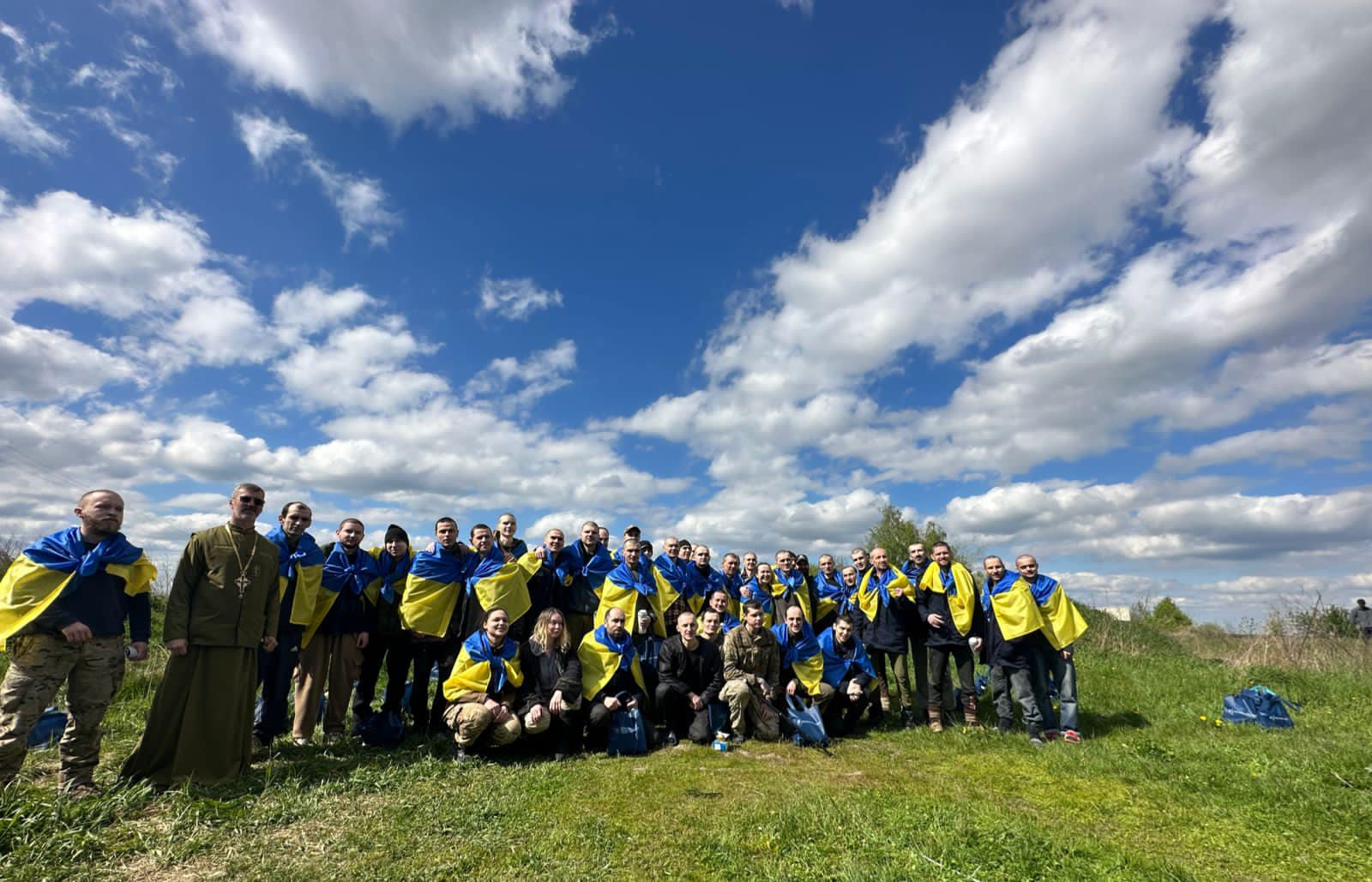
Українці, повернуті з російського полону, 6 травня

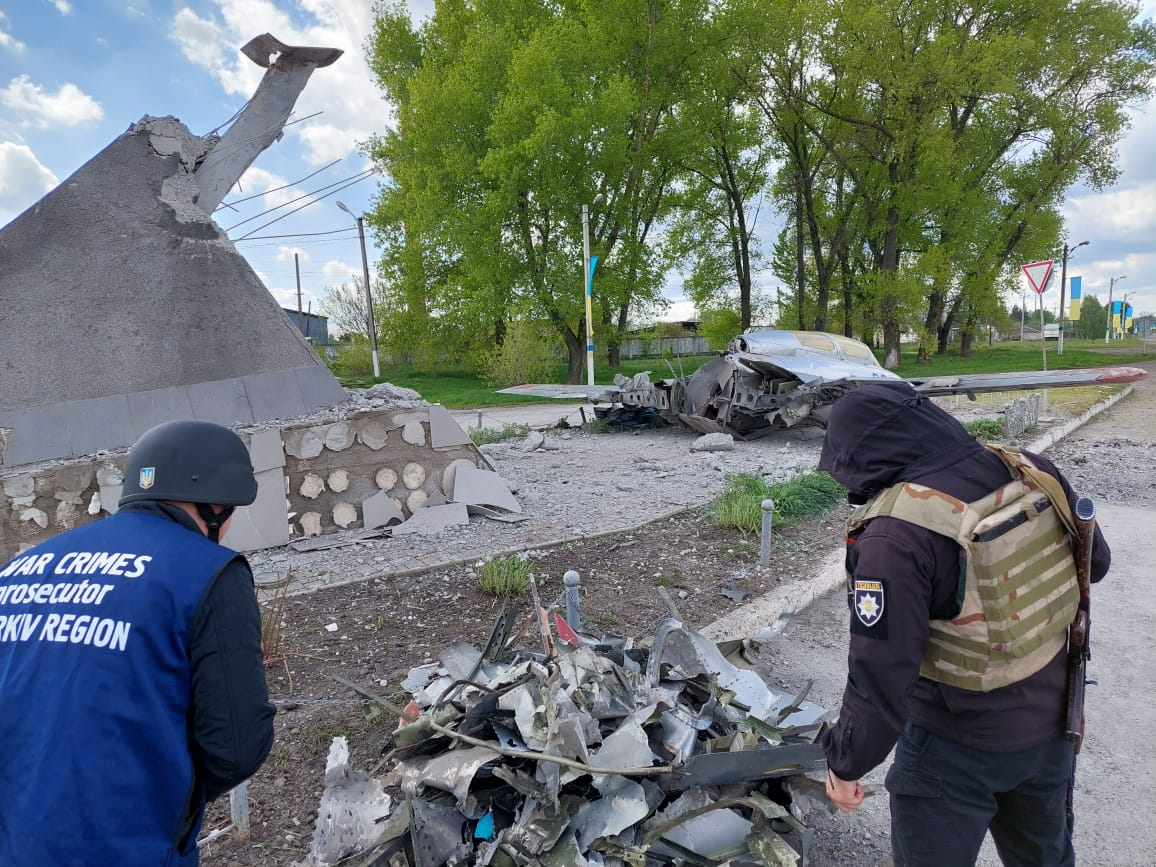
Знищений літак-пам'ятник у Вовчанську

ЗСУ відбили 50 атак росіян, у епіцентрі бойових залишалися Бахмут та Мар'їнка. Україна повернула ще 45 нацгвардійців — захисників «Азовсталі» (зокрема трьох жінок). Росіянам було повернуто трьох пілотів — Максим Кріштоп, Сергій Малов, Сергій Косік.
Під час проведення розмінувальних робіт загинули 9 піротехніків ДСНС на Херсонщині. Також знищена техніка ДСНС. Росіяни атакували Дніпропетровську область безпілотниками, ЗСУ знищили всі чотири шахеди, у Кривому Розі було збито російський безпілотник, з Градів було атаковано Нікополь, кількох людей було поранено. Росіяни 71 раз обстріляли Херсонщину.
Обстрілом Вовчанська знищено літак-пам'ятник льотному училищу.

### 7 травня
Російська авіація вночі випустила ракети Х-22 по Миколаївській області. Одна з них влучила на територію підприємства. Без жертв. Під час російського обстрілу Чугуївського району, одну людину було поранено. Над Києвом уночі було збито розвідувальний дрон росіян.
Унаслідок нічних ворожих обстрілів Нікополя загинула жінка похилого віку, ще троє людей постраждали, повідомив голова Дніпропетровської ОВА Сергій Лисак. Атака здійснювалась «Градами» та важкою артилерією.

### 8 травня

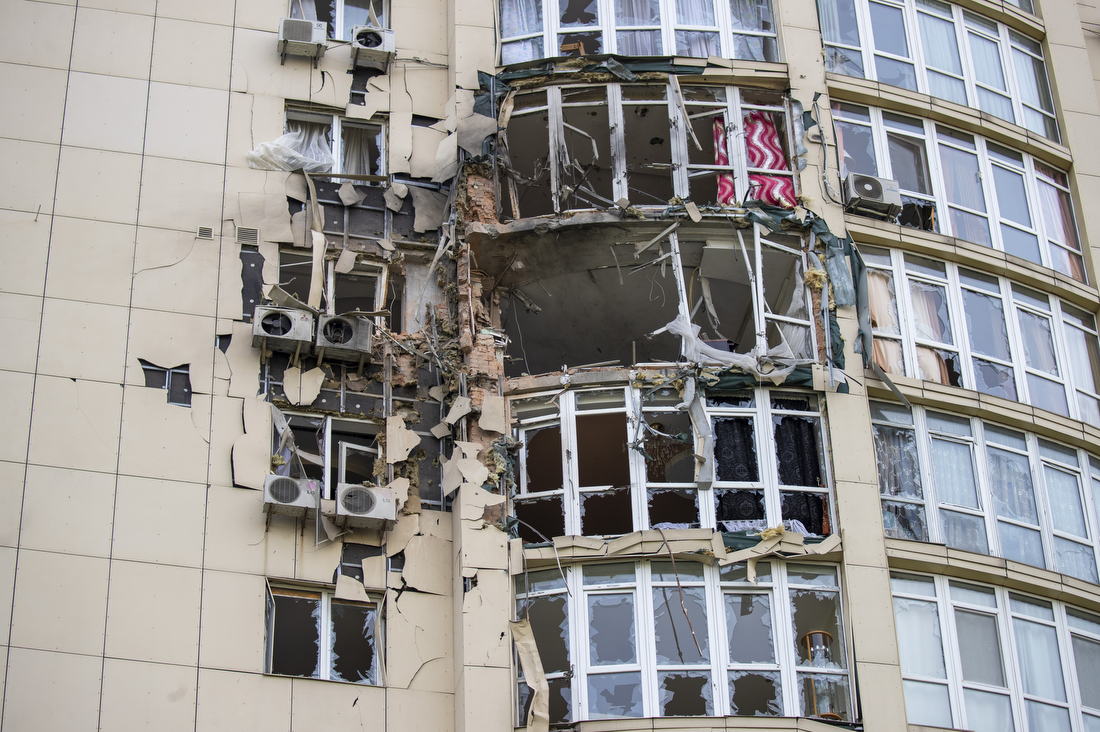
Пошкоджений рештками дрона будинок у Києві. 08.05.2023

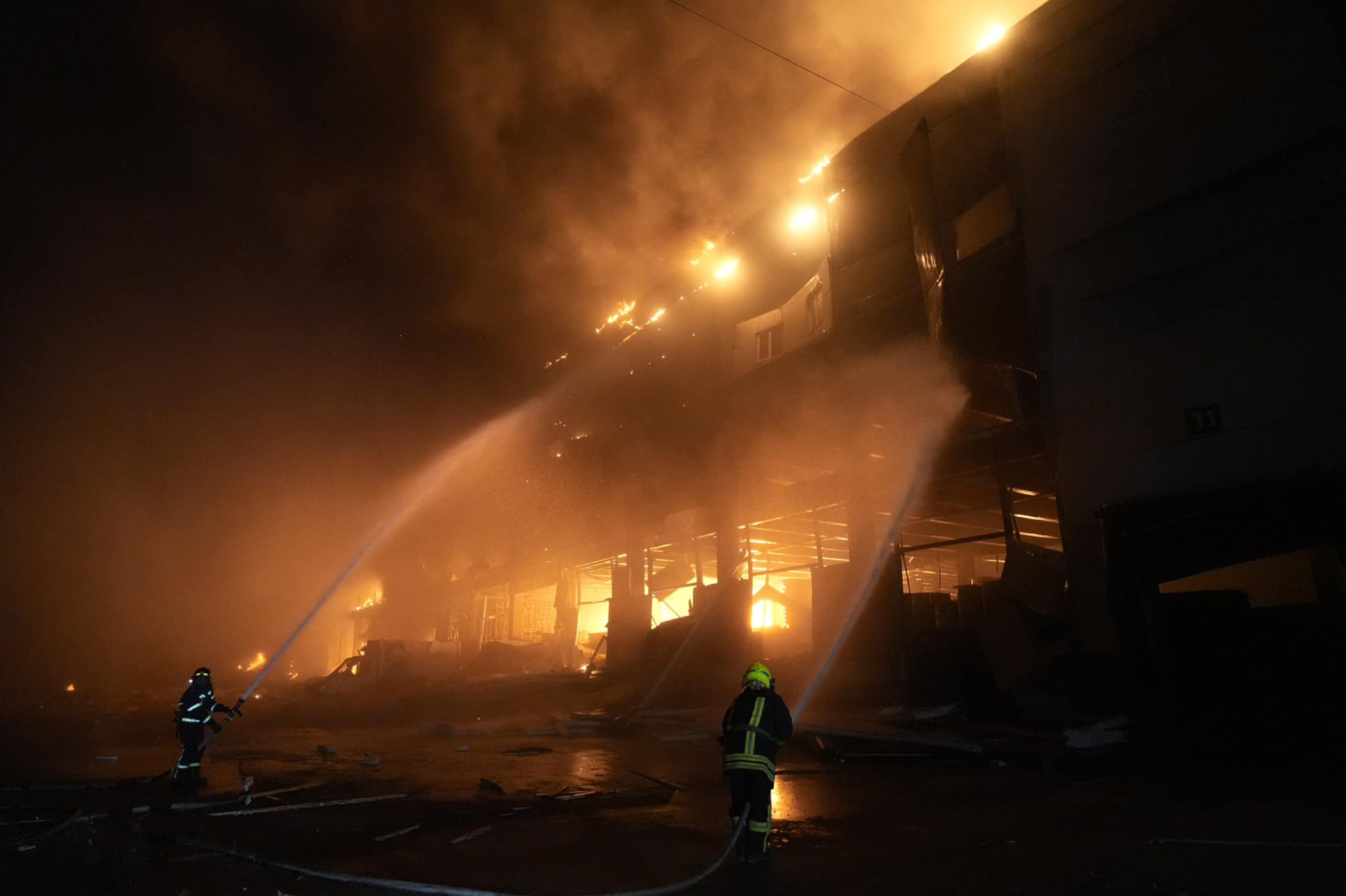
Пожежа після ракетного удару по Одеській області. 08.05.2023

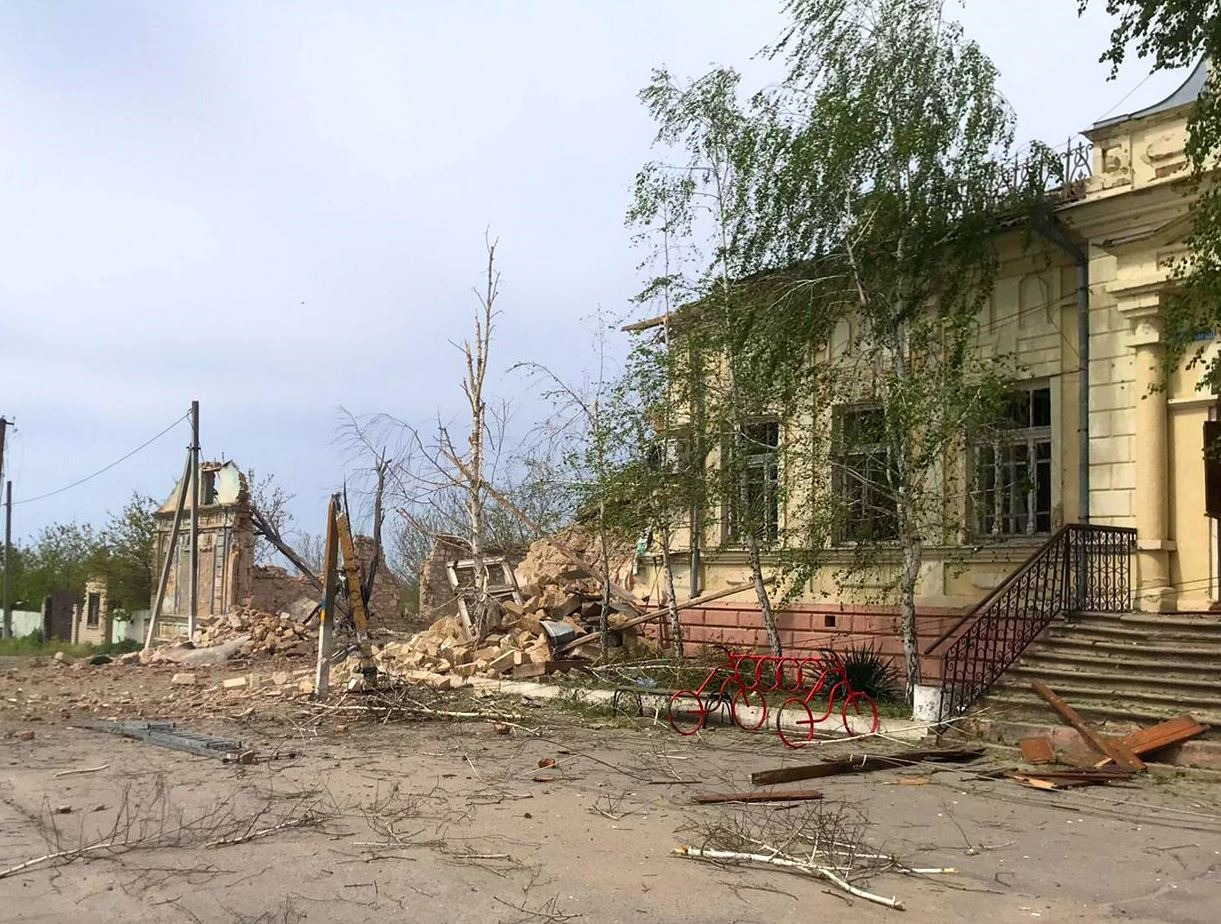
Зруйнована Станіславська сільська рада (Херсонська область)

З першої по другу годину ночі було здійснено масованого ракетного і авіаційного удару по території України. Збройні сили України знищили всі 35 ударних дрони типу «Shahed», повідомив генеральний штаб ЗСУ в ранковому зведенні. Понад 30 безпілотників було знищено над Києвом. Їхні уламки пошкодили будинки, дорожнє покриття та автівки; є травмовані. Безпілотники атакували з північного напрямку — аеродрому Сеща у Брянській області.
На території Одеського району ракета типу Х-22 влучила у склад одного з продовольчих підприємств, в результаті чого спалахнула сильна пожежа, повідомив в Telegram начальник Одеської районної військової адміністрації Юрій Крук. Внаслідок ракетного удару повністю зруйновано складське приміщення Одеської обласної організації Товариства Червоного Хреста України площею 1000м2, один чоловік загинув та ще двоє людей отримали поранення. Атака велась з бомбардувальників дальньої авіації Ту-22М3. Усього здійснено вісім пусків з району мису Тарханкут (окупована АР Крим).
В Україні Офіс омбудсмена та представники Держдуми РФ почали моніторингові візити місць утримання цивільних осіб з обох сторін та передачу їм наборів речей первинної необхідності. Уповноважений ВРУ з прав людини Дмитро Лубінець заявив, що сторони обмінялися списками відвіданих осіб та відео з фактами спілкування для підтвердження візитів.
Російські окупанти обстріляли Херсонську область, внаслідок чого постраждало 9 людей, серед яких є малолітня дитина та староста Антонівського округу Сергій Іващенко. В селі Станіслав зруйновано сільраду.
Прильоти шести ракет С-300 зафіксовані в районі села Новий Коротич Харківської області. На щастя, всі вони вдарили у землю. Обійшлося без постраждалих та руйнувань. Ще одна ракета С-300 влучила в районі смт Солоницівка. Пошкодження зазнала транспортна інфраструктура, сталася пожежа в лісопосадці.
Росія знову заблокувала експорт зерна з України, в результаті чого близько 90 суден не змогли продовжити рух.

### 9 травня

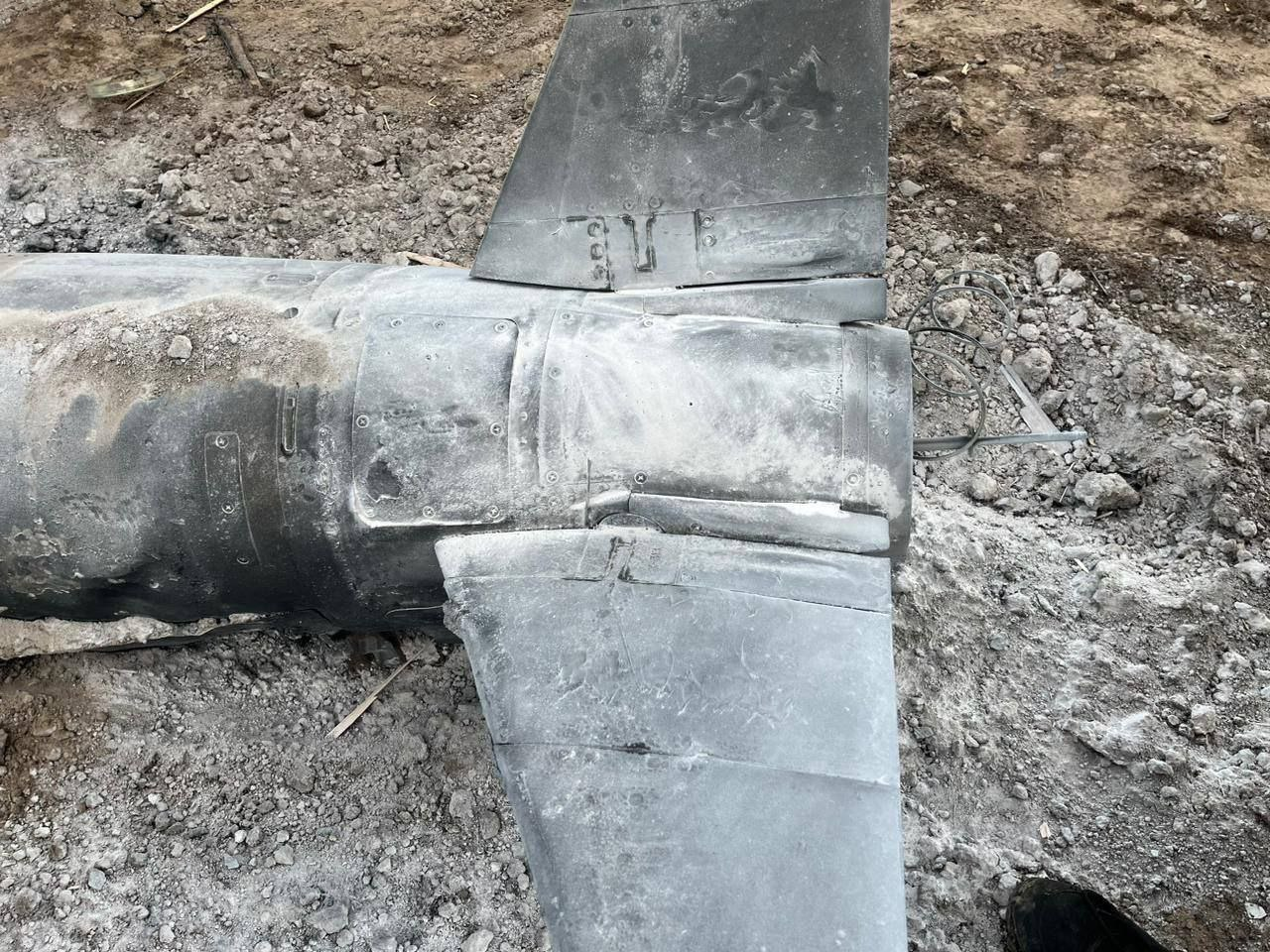
Ракета Х-55, збита в Київській області

Ворог уночі атакував Україну 25 крилатими ракетами. У першу хвилю атаки, о 22:00 8 травня, окупанти запустили 8 «Калібрів» із носіїв у Чорному морі над Дніпропетровщиною, ЗСУ було збито 8 повітряних цілей. Уламки одного снаряду впали на чотириповерхівку у Дніпрі, пробили дах та дійшли до 3 поверху. Унаслідок атаки в Дніпрі постраждала жінка. Було повторно атаковано Кізомис, де росіяни знищили фельдшерський пункт.
Друга хвиля розпочалась близько 04:00 9 травня. Тоді росіяни здійснили пуски 17 крилатих ракет Х-101/Х-555 з чотирьох Ту-95МС у районі Каспію. Сили ППО центру та півдня держави змогли збити 15 повітряних цілей. Міський голова Києва Віталій Кличко зазначив, що під час атаки уламок одного зі снарядів упав на приватне подвір'я у Голосіївському районі. Постраждалих немає, а пожежу загасили.

### 10 травня
Російські окупаційні війська обстріляли Вовчанськ, Нікополь та Марганецьку громаду з артилерії, внаслідок чого було пошкоджено три приватні будинки.
Війська росії випустили по Херсонщині понад 460 снарядів, влучили по території одного з заводів. Один загиблий та один поранений.
Президент Росії Путін підписав указ про призов на військові збори громадян, які перебувають у запасі.

## 11-20 травня

### 11 травня

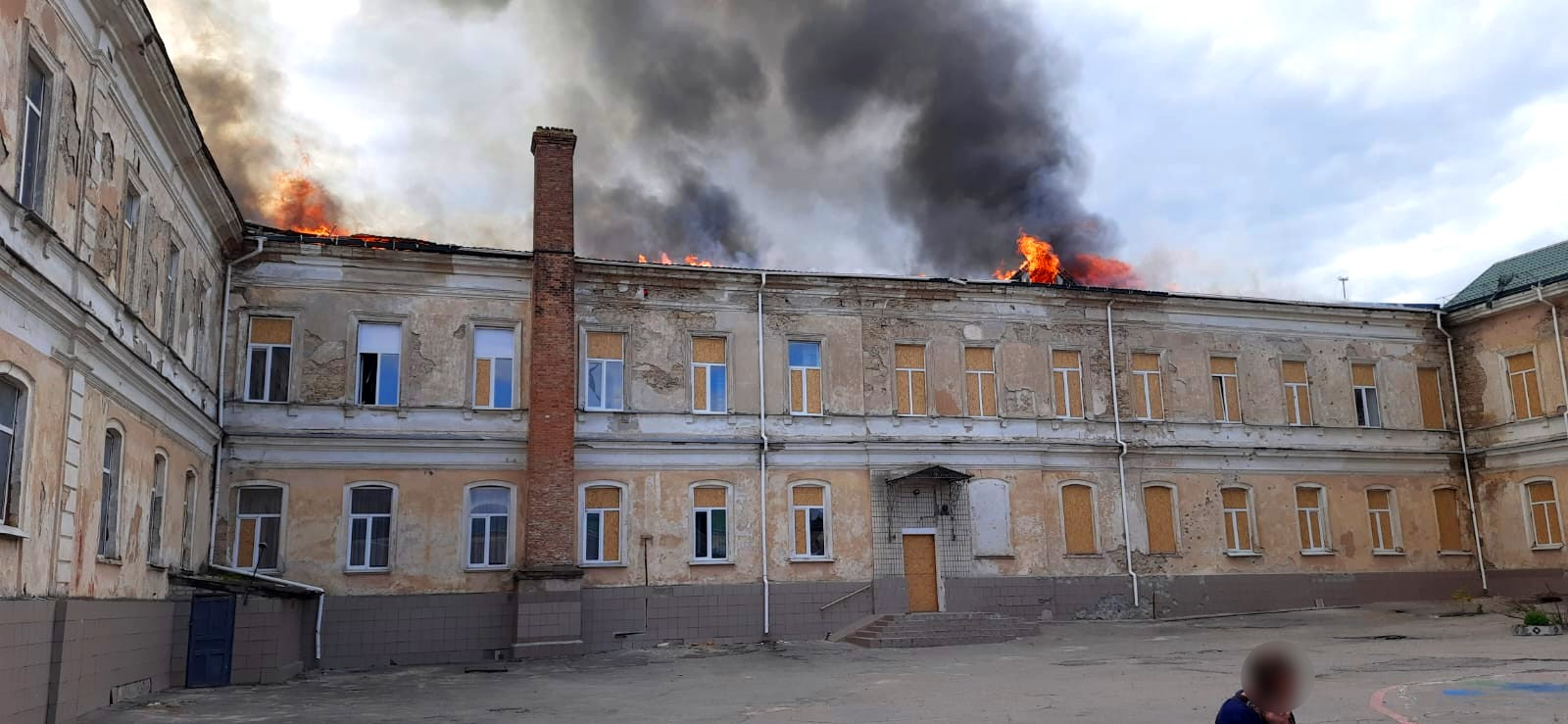
Херсонська гімназія № 20 після обстрілу 11 травня

РФ атакували на Лиманському, Бахмутському, Авдіївському та Мар'їнському напрямках, тривали бої за Бахмут та Мар'їнку. Зранку росіяни обстріляли прикордоння Сумщини та Чернігівщини, невдало наступали в Мар'їнці, атакували Нікополь з безпілотника та артилерії.
Зеленський у розмові з BBC заявив, що Україна готова до контрнаступу, але потрібен час, щоби «доїхало все». За даними Зеленського, росіян «вдасться відігнати якомога далі», проте відновити повністю контроль над усіма територіями одразу може не вдатись.
Росіяни вдарили по житловому масиву в Слов'янську ракетою С-300, загинула жінка, її будинок було повністю зруйновано. Сили ППО збили Шахед в районі Запоріжжя. Також було обстріляно село Великий Бурлук на Харківщині, поранення дістали 2 особи. Через обстріл Херсона згорів корпус гімназії № 20 — найстаршої гімназії міста.
Міністр оборони Британії Бен Уоллес офіційно підтвердив передачу Україні ракет Storm Shadow. Прес-секретар Дмитро Пєсков у звичній манері стримано відповів, що Кремль «вельми негативно» ставиться до такої допомоги. «Це вимагатиме адекватної відповіді від наших військових, які, звісно, з військової точки зору будуть ухвалювати відповідні рішення на цьому тлі».

### 12 травня
Ввечері по ТОВ «Машинобудівельний завод „100“» в Луганську був нанесений ракетний удар зі сторони Краматорську. Завод міг використовуватися російськими військовиками як пункт постачання або ремонтна база техніки.
Росіяни здійснили 5 обстрілів Великописарівської, Білопільської, Краснопільської громад, зруйнування зазнали приватні будинки.

### 13 травня

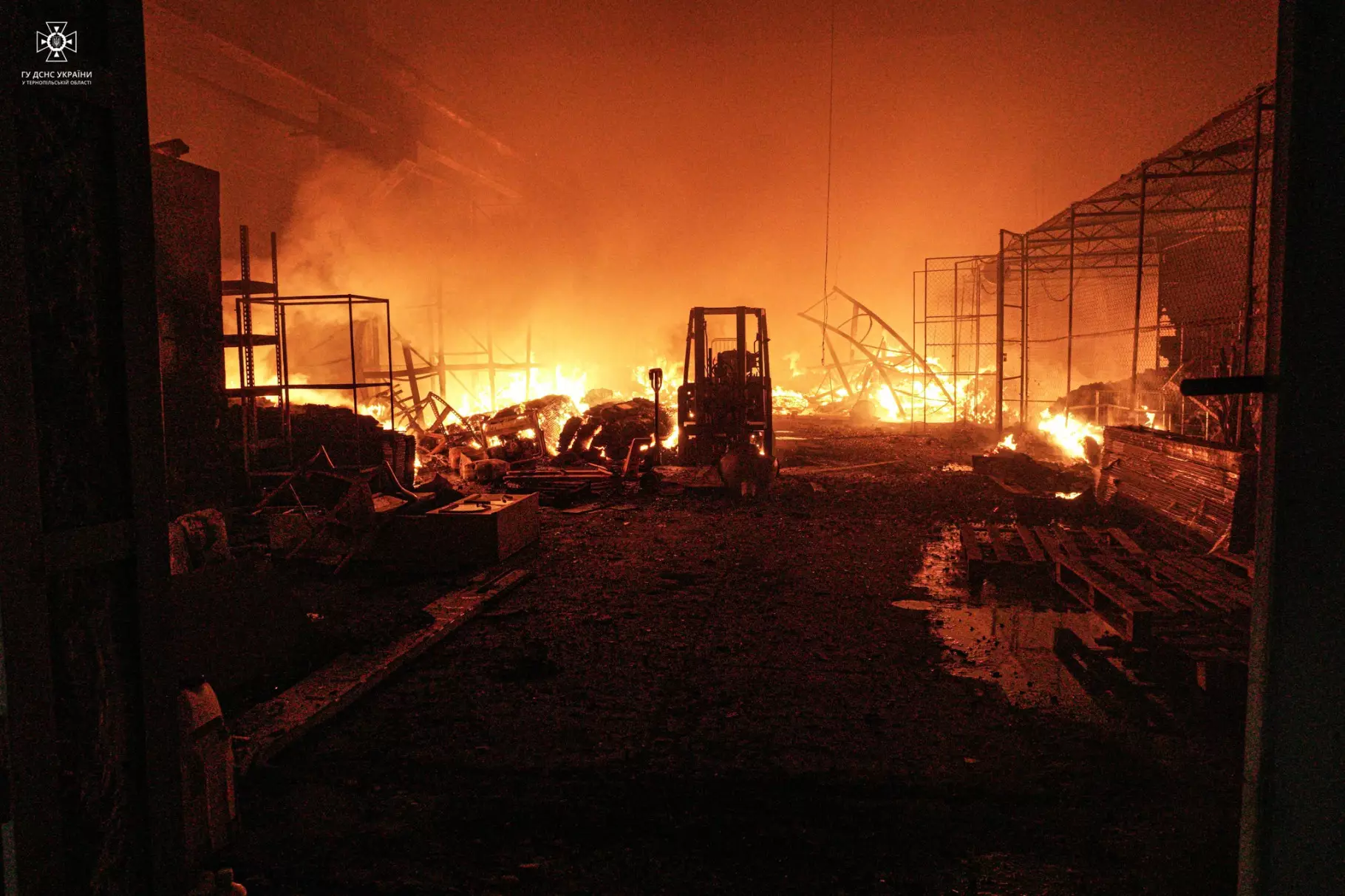
Склад у Тернополі після обстрілу ввечері 13 травня

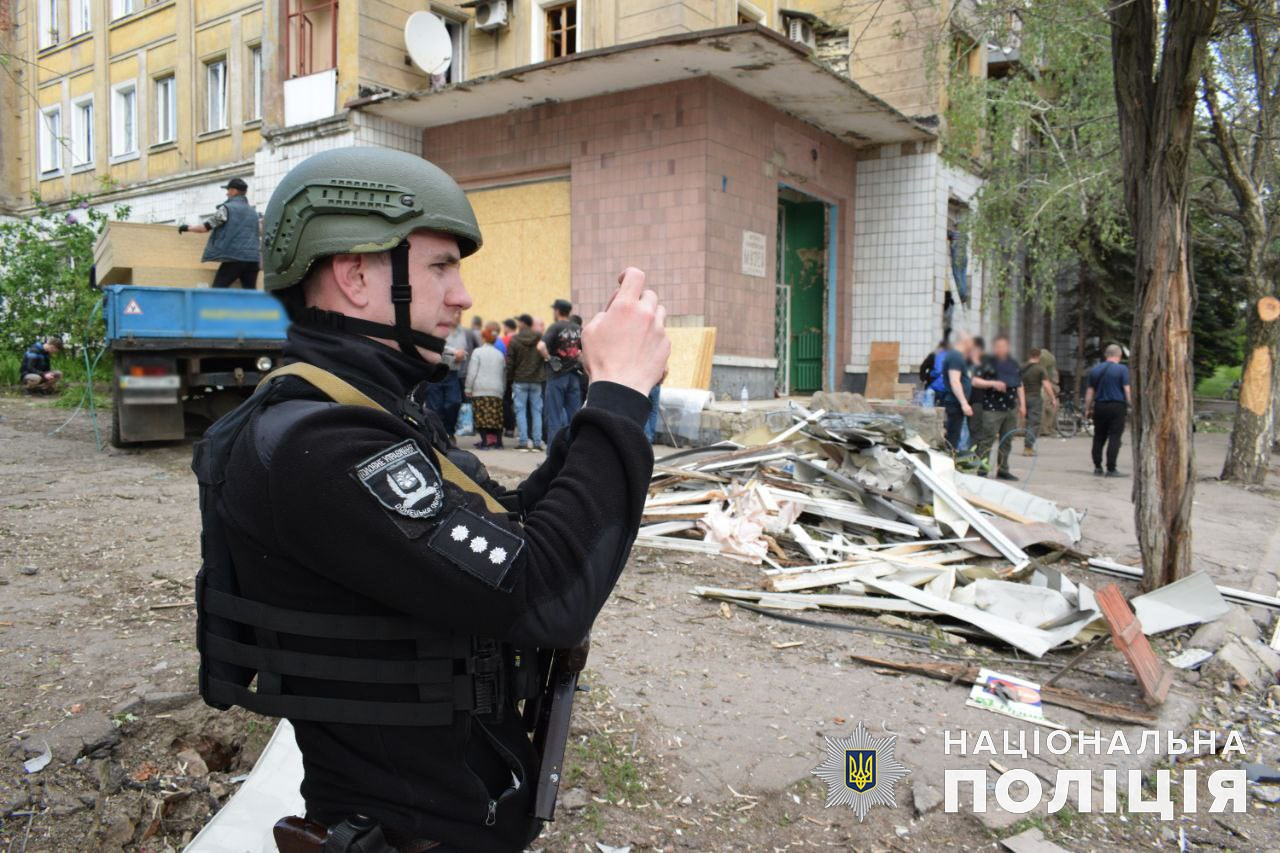
Костянтинівський міський краєзнавчий музей після обстрілу 13 травня

О 2:00 Київщину було атаковано бпла «Shahed 136», уламки впали на будинок.
Було 4 влучання в Хмельницькій області дронами Shahed. У Хмельницькому пошкоджені житлові будинки та інші будівлі. Внаслідок атаки 21 людей отримали поранення. Вдалося знищити 17 з 21 безпілотників силами ППО.
О 4:00 росіяни атакували Берислав на Херсонщині двома керованими авіабомбами. Пошкоджено будівлю об'єкту критичної інфраструктури.
Окупанти обстріляли Костянтинівку, загинуло двоє мирних жителів, зокрема дитина.
В Брянській області РФ було знищено два гелікоптери Мі-8 та винищувач Су-35 і бомбардувальник Су-34, буквально за декілька хвилин. Загинули всі 9 членів екіпажів. Як повідомив Юрій Ігнат 28 листопада 2023 "Це була блискуча операція під керівництвом командувача Повітряних сил [Миколи Олещука]. Завдяки нестандартним рішучим діям підрозділи ЗРК Patriot за п'ять хвилин знищили одразу п'ять бортів на Брянському напрямку, звідки вони тоді бомбардували керованими авіабомбами наші північні регіони. Я називаю це жартома «брянська різня», — заявив Ігнат.

### 14 травня
Вночі росіяни вдарили ракетами комплексу С-300 по Харкову та Золочеву. Також росіяни обстріляли прикордоння Сумської області.
Росіяни обстріляли село Приморське в Запорізькій області, 4 було поранено. Президент України з прибув до Німеччини.
Росіяни вдарили з «Ураганів» по Кураховому, поранено трьох людей, зокрема неповнолітнього. ЗСУ почали просування на Бахмутському напрямку, було відновлено контроль над 10 позиціями росіян.

### 15 травня

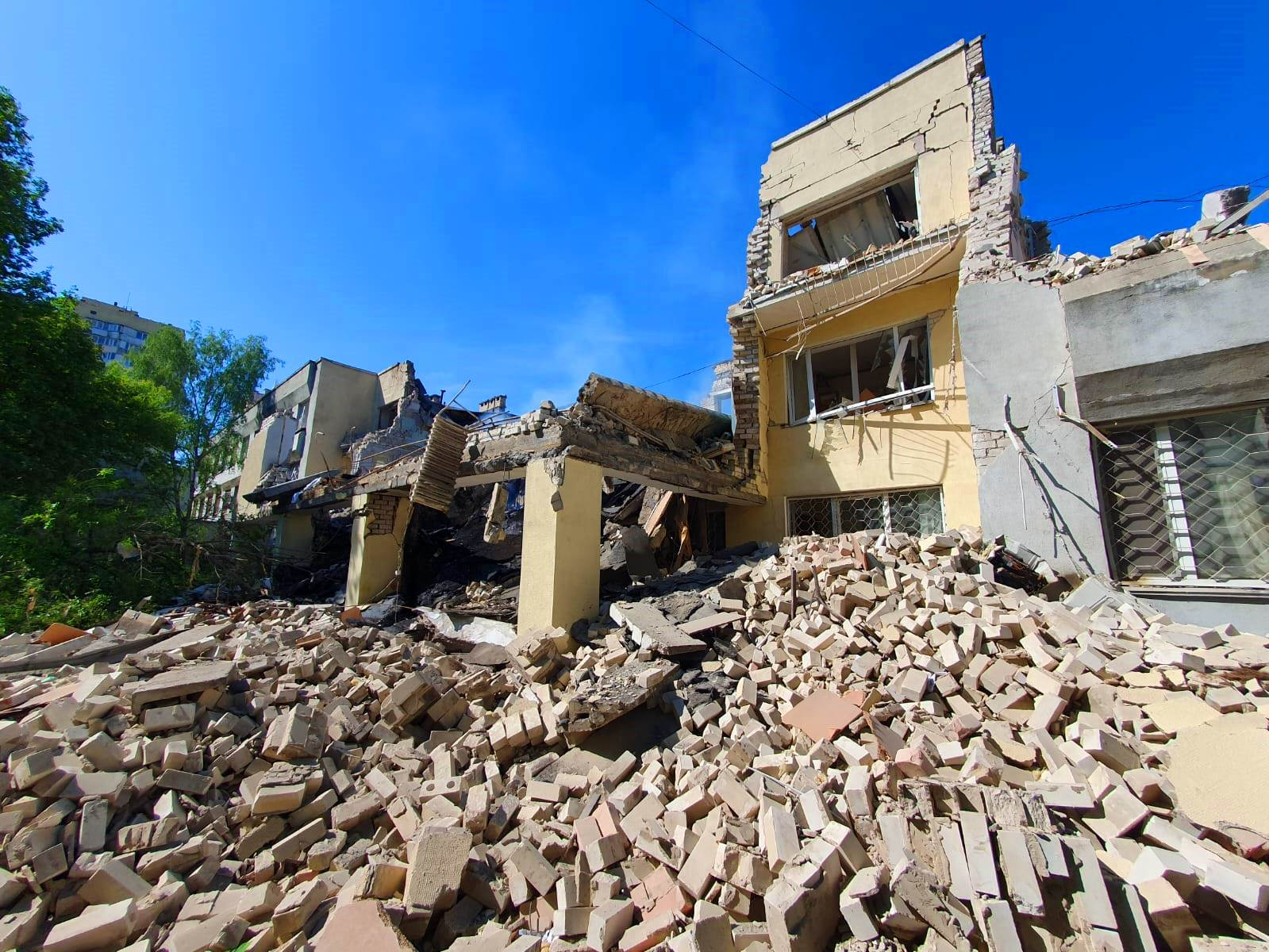
Херсонська академія неперервної освіти після обстрілу 15 травня

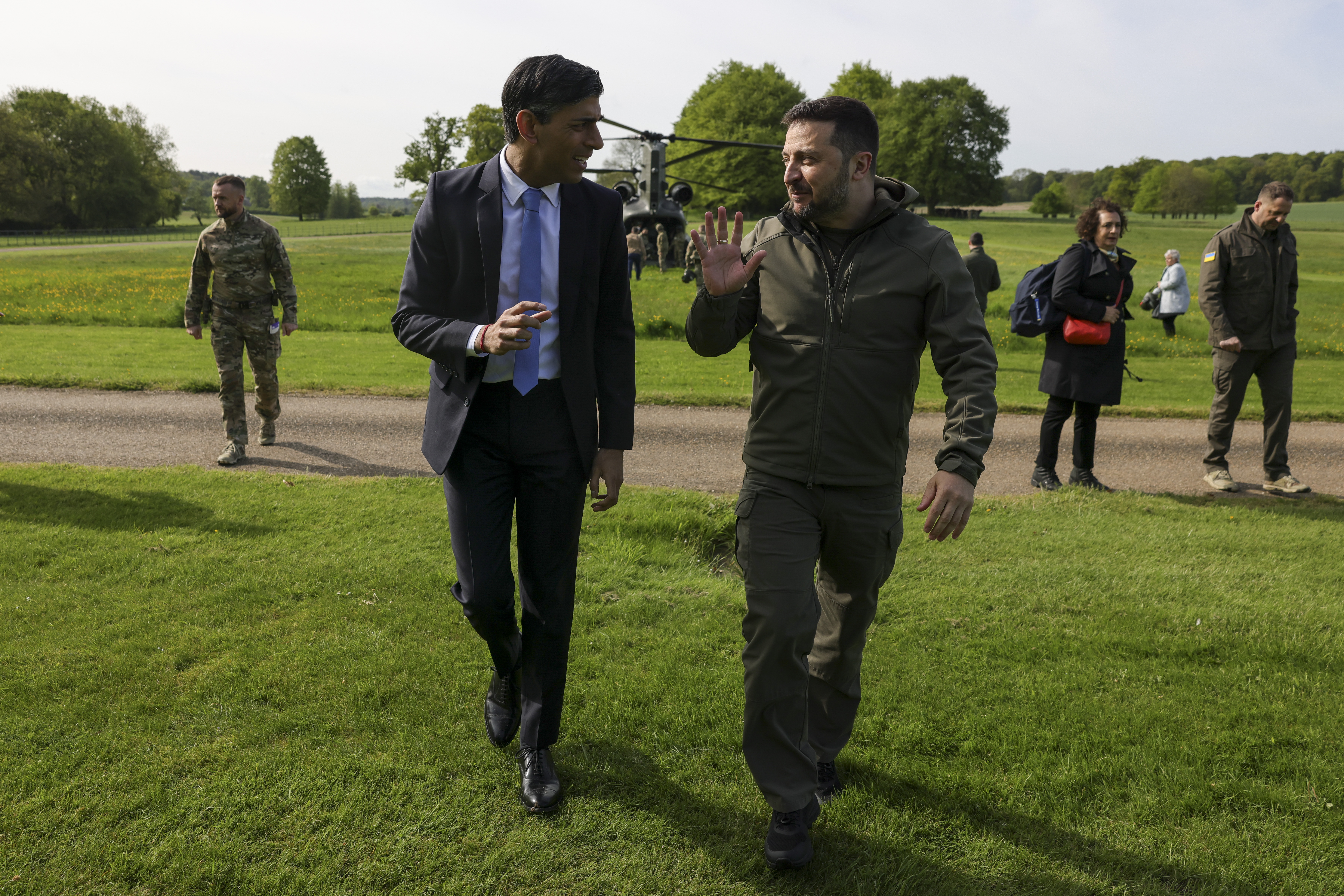
Володимир Зеленський із Ріші Сунаком, 15 травня

Росіяни атакували на Лиманському, Бахмутському, Авдіївському та Мар'їнському напрямках, ЗСУ відбили там 37 атак, найзапекліші бої точилися за Бахмут та Мар'їнку. Президент Зеленський прибув із неоголошеним візитом до Британії, провів переговори з прем'єр-міністром Ріші Сунаком. Було узгоджено передачу Україні сотні далекобійних ракет та безпілотників від Британії. Франція передасть Україні ракети великої дальності, які входитимуть в новий пакет озброєння від країни. Про це заявив президент Франції Емманюель Макрон в ефірі телеканалу TF1.
Пролунав вибух в центрі Луганська, поранено т. зв. «т.в.о. глави МВС» терористичної організації ЛНР Ігоря Корнета.
Нанесено ракетного удару по лікарні в Авдіївці. Загинуло 4 людини. Через обстріл смт Дворічна на Харківщині загинули дві людини. Росіяни 80 разів обстріляли Херсонщину.

### 16 травня

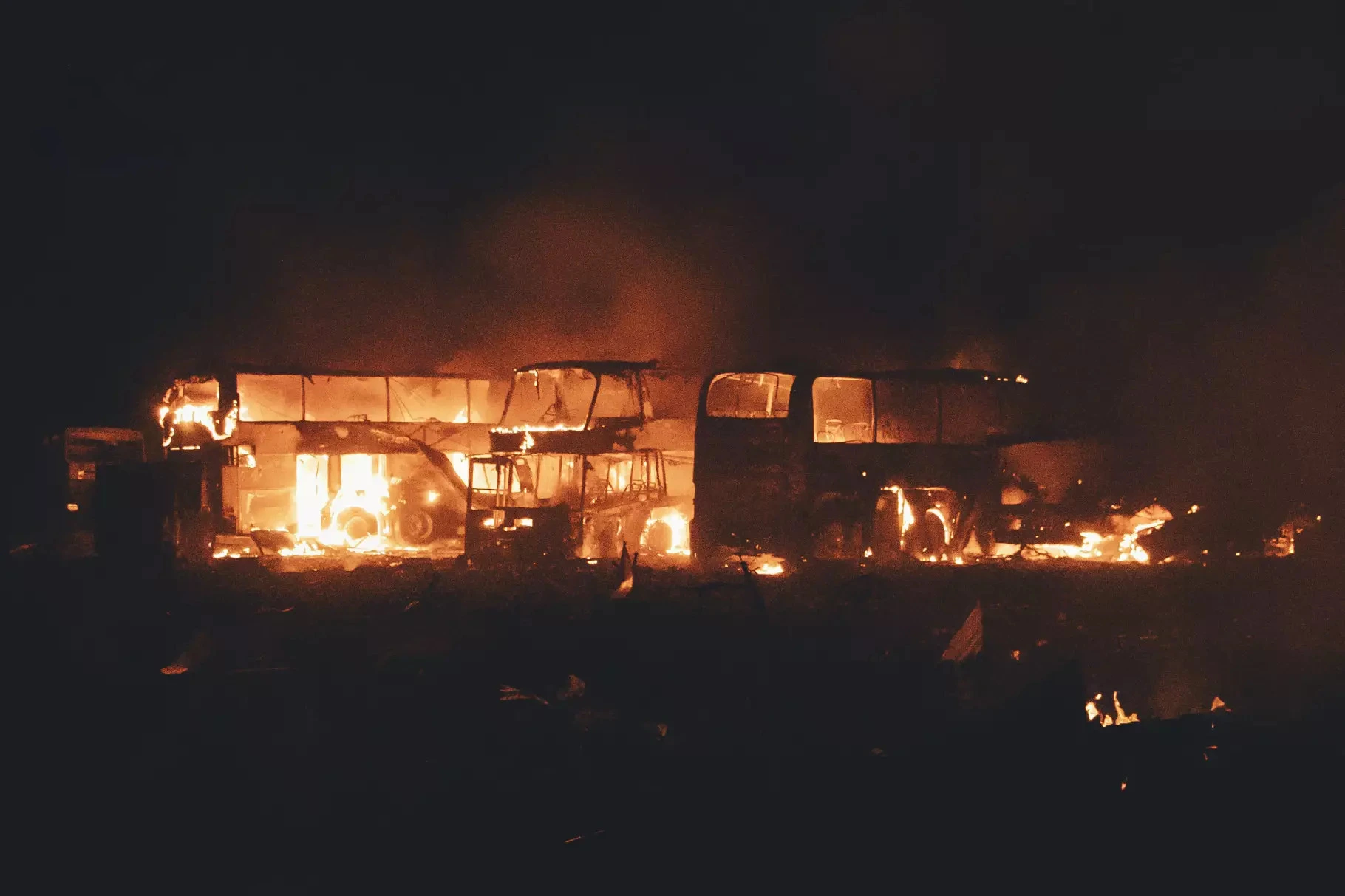
Пожежа автобусів у Києві від падіння уламків, 16 травня

О 2:30 росіяни здійснили масовану атаку балістичними ракетами та дронами по Київській області, більшість цілей було уражено засобами ППО.
Було знищено 6 «Кинджалів», 9 «Калібрів» та три ракети наземного базування (С-400, «Іскандер-М»). Також збито 9 БПЛА. Уламками ракет ушкоджені будівлі та автомобілі. Існує ймовірність того, що під час ракетної атаки по Києву та його околицях росіянам вдалося пошкодити ЗРК Patriot, але не знищити.
На окупованій російськими загарбниками Запорізькій атомній електростанції суттєво зросла кількість озброєних росіян. Станом на 16 травня на ЗАЕС налічується понад 2 500 військових РФ.
Російська окупаційна армія обстріляла селище Молодіжне та Львове Херсонської області. Постраждали троє дітей і 59-річна жінка.

### 17 травня
Вночі був обстріляний Миколаїв. Зафіксовано 3 попадання. Через влучення боєприпасів та їхніх уламків є часткові руйнування автосалону, торговельного центру та будівлі на об'єкті промислової інфраструктури. Одна жінка отримала поранення.
Під Калугою, в селі Тарутине біля траси А108 «Московське велике кільце» впав радянський безпілотник Ту-141 «Стриж»
Ворог атакував територію Сумщини з мінометів та «Градів». Обстрілів зазнали Білопільська, Новослобідська, Середино-Будська та Зноб-Новгородська громади.

### 18 травня

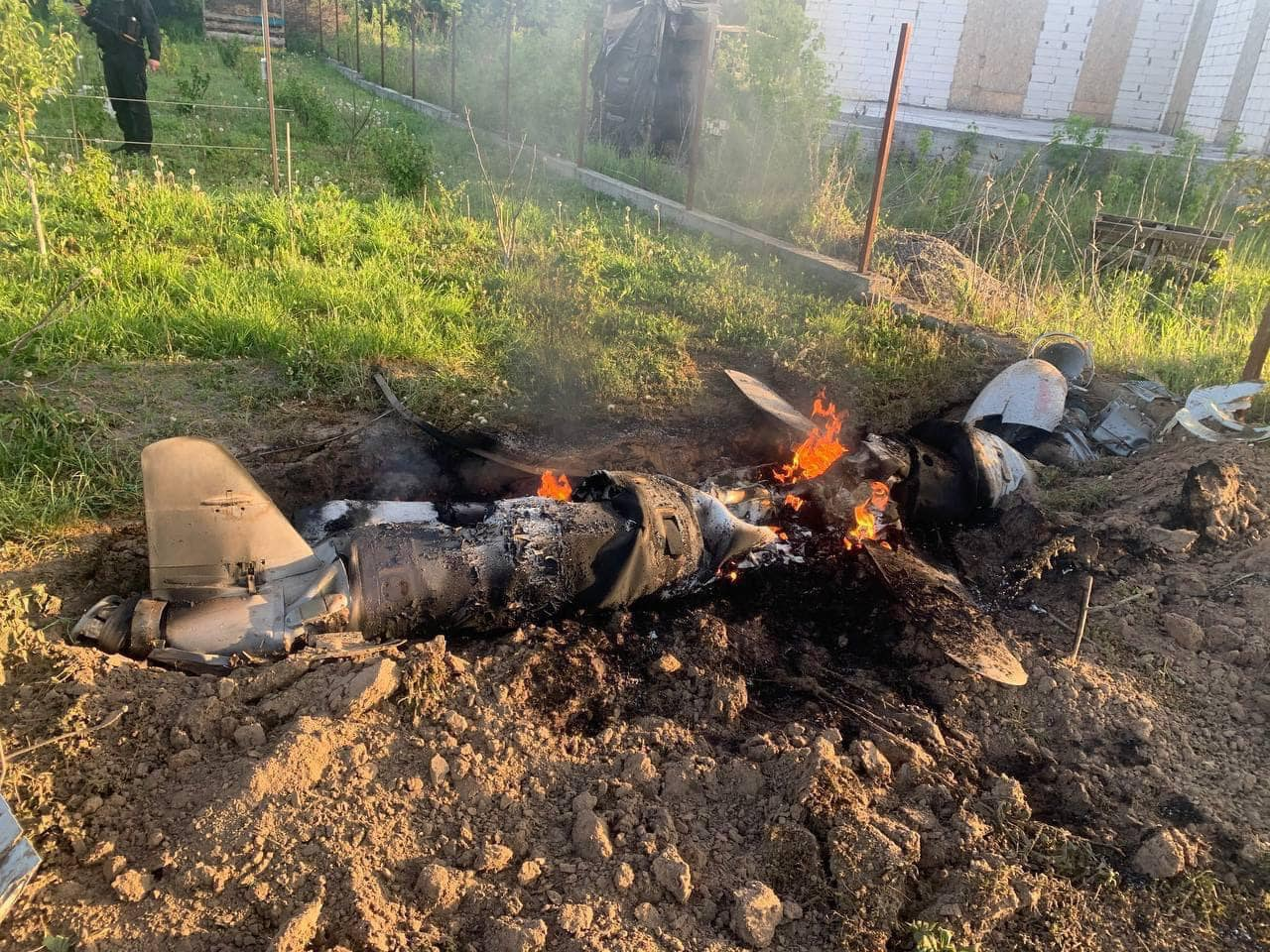
Збита крилата ракета в Київській області

День розпочався з масованої атаки по Україні. Київ та область було обстріляно крилатими ракетами типу Х-101/555. У Дарницькому, Деснянському та Дніпровському районах — падіння уламків. Попередньо, без жертв.
На Одещині більшість ракет було збито, одна з ракет влучила в промисловий об'єкт, одна людина загинула, двох поранено.
Росіяни обстріляли Зеленівку Херсонської області, загинула дитина. Росіяни ударили «Шахедом» по Охтирці на Сумщині.
Крім того, про вибухи повідомляли у Харківській, Хмельницькій, Вінницькій та Житомирській, Кіровоградській областях.

### 19 травня
Російські війська розпочали день з масованої атаки безпілотниками по Україні. Збито 16 БПЛА і 3 крилаті ракети. Всього Росії випустила 22 шахеда і 6 «Калібрів». Ворог атакував Київ шахедами о першій годині ранку. На Дніпропетровщині було чотири влучення, у Кривому Розі: під ударом — приватне промислове підприємство та адмінбудівля. Львівщина шахедами, ймовірно, на об'єкт критичної інфраструктури. Відпрацювало ППО, постраждалих немає.
Як повідомив представник ГУР Вадим Скібіцький, противнику вдалося налагодити виробництво боєприпасів незважаючи на санкції. Так за даними розвідки росіяни здатні в місяць виробляти приблизно 25 «Калібрів», Х-101 — 35 одиниць. «Іскандер-М» — п'ять одиниць.
Росія оголосила в розшук гаазького прокурора Каріма Хана, який видав ордер на арешт Путіна.

### 20 травня
Росіяни почали день із масованої атаки, з північного напрямку Україна була атакована 18-ма ударними дронами «Shahed-136/131», які спрямували на Київщину. Усі — знищено силами та засобами повітряного командування «Центр» Повітряних Сил. Також наприкінці доби 19 травня на східному напрямку в зоні відповідальності повітряного командування «Схід» знищено два ударні дрони типу «Shahed», а на південному напрямку в зоні відповідальності повітряного командування «Південь» знищено розвідувальний БпЛА «Мерлін-ВР»
Президент Зеленський прилетів до Японії, де проходить саміт G7 за участі лідерів самої Японії, США, Німеччини, Великобританії, Франції, Італії і Канади. Країни Великої сімки зробили спільну заяву щодо підтримки України у протистоянні з Росією заради якнайшвидшого досягнення миру. Також держави G7 пообіцяли продовжити зусилля для того, щоб Росія заплатила за довгострокове відновлення України. «Суверенні активи росії в наших юрисдикціях залишатимуться заблокованими доти, доки росія не заплатить за шкоду, яку вона завдала Україні» — йдеться в тексті.
Армія країни-агресора протягом доби 63 рази відкривала вогонь по різним населеним пунктам Херсонської області. Через російську агресію двоє людей загинули та ще двоє дістали поранення.

## 21-31 травня

### 21 травня
Найзапекліші бої тривали в районі Бахмуту. Заступник міністра оборони Ганна Маляр повідомила, що «українські війська наполовину обійшли Бахмут, завдяки чому змогли ефективно зупинити атаку російських військ на місто». Вона також додала, що українці тримають під контролем промислові об'єкти та житловий район у районі виїзду з міста в бік Константинівки. 3-я десантно-штурмова бригада «продовжувала витісняти російські війська з позицій під Бахмутом! Територія шириною 1730 м і глибиною 700 м була очищена від сил противника».
Джо Байден у Хіросімі оголосить про чергову військову допомогу Україні на $375 млн США розпочнуть навчання українських пілотів на літаках четвертого покоління F-16. Також тренувати українців на F-16 зголосилася Канада.

### 22 травня
На Запорізький АЕС через обстріл стався черговий блекаут. Станція буде працювати від дизель-генераторів. Запасу пального вистачить на 10 діб.
Україна з ранку була масовано обстріляна крилатими ракетами та дронами камікадзе. За даними Повітряних сил було знищено Су-35, 20 «Shahed-136/131» та 4 крилаті ракети. Зафіксоване ракетне влучання у Дніпровському районі по декількох будівлях рятувального підрозділу. Поранення отримав 27-річний чоловік. Руйнування зазнали декілька десятків авто, та 3 будівлі.
«Російський Добровольчий Корпус» разом з Легіоном «Свобода Росії» розпочали операцію на території Бєлгородської області.
Парламентська асамблея НАТО визнала злочини Росії проти України геноцидом, а терористичний режим у РФ — «рашизмом».
Харківська область в вечері була обстріляна ракетами комплексу С-300. Також зафіксоване влучання по Ізюму, постраждала дитина.

### 23 травня

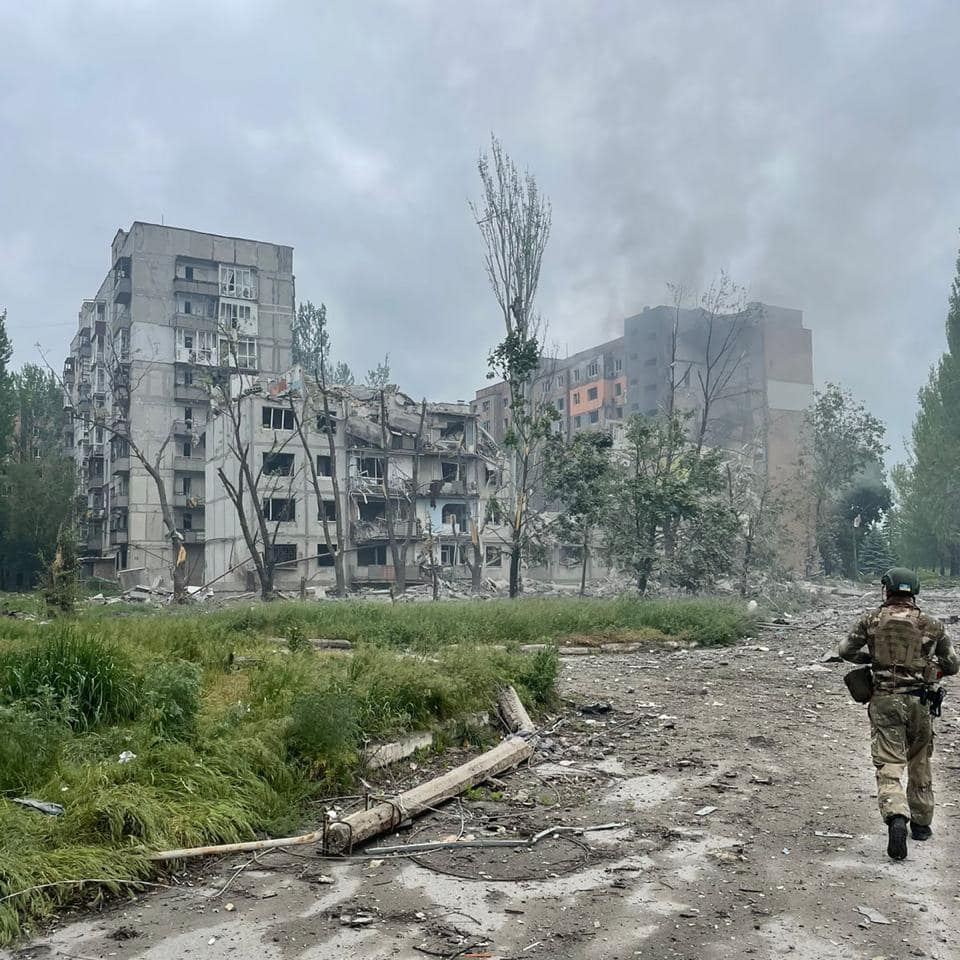
Житловий будинок в Авдіївці після російського обстрілу. 23.05.2023

У Повітряних силах ЗС України повідомили, що вночі були знищені шість ворожих ударних БПЛА Shahed-136/131 та два розвідувальні БпЛА «Мерлін-ВР». 64 рази росіяни обстріляли Херсонщину.
Росіяни завдали ракетного обстрілу по місту Торецьк, що у Донецькій області. Внаслідок обстрілу з використанням авіабомб, було пошкоджено школу, в якій розташовано Пункт незламності, прибудову до храму і багатоповерхівки в радіусі 100 метрів від епіцентру.
Противник продовжував зосереджувати основні зусилля на Куп'янському, Лиманському, Бахмутському, Авдіївському та Мар'їнському напрямках. Загалом, протягом доби, відбулось 16 бойових зіткнень на зазначених ділянках фронту, в епіцентрі бойових дій залишаються Бахмут та Мар'їнка.

### 24 травня
ЗС РФ повідомляли, що о 5:30 трьома безпілотними човнами було атаковано корабель-розвідник «Іван Хурс» за 74 км на північ від протоки Босфор.
На Запорізькому напрямку, зокрема в районі Василівки, Токмака та Молочанська, збільшилася кількість військових РФ.
Херсонську область та місто продовжили обстрілювати з важкого озброєння. Зафіксовано 411 пусків, 4 людини зазнали поранень.

### 25 травня
В ніч Україна була атакована з північного на південного напрямків дронами «Shahed 131/136». Силами ППО вдалося збити усі 36 цілей. Відбувся черговий обмін полоненими між Україною та РФ, з російського полону повернулися 106 громадян України, всі захоплені з Бахмутського напрямку — 8 офіцерів та 98 солдат і сержантів. Також було репатрійовано тіла двох іноземців та українки.
ППО знищили російський винищувач Су-25 біля Мелітополя, інший такий літак було пошкоджено.
Відбулась чергова зустріч у форматі «Рамштайн». Союзники та партнери України оголосили про плани навчання українських пілотів на літаках четвертого покоління, включаючи F-16. За кілька тижнів буде розроблена відповідна тренувальна інфраструктура.

### 26 травня
З 3:00 росіяни атакували Україну дронами та ракетами, ППО зафіксували пуски 17 ракет та 31 ударного дрона, зокрема, 10 крилатих ракет Х-101/х-555 з літаків Ту-95мс з району Каспійського моря, 7 зенітних керованих ракет С-300/ С-400 з району Токмака та 31 ударний БпЛА іранського виробництва «Shahed-136/131» з південного та північного напрямків.
Засобами ППО вдалось знищити:
- 10 крилатих ракет повітряного базування Х-101/х-555;
- 23 ударних дрони «Shahed-136/131»;
- 2 БпЛА оперативно-тактичного рівня «Орлан-10», «Мерлін-ВР»[178]

Зафіксовані руйнування в Дніпрі, та Токмаку. В Харківській області руйнувань зазнали громадські та житлові будинки, зафіксовані потрапляння у містах Мерефа та Ізюм. Російські окупанти завдали вдень удару по місту Гуляйполе Запорізької області. В результаті двоє людей отримали поранення.
Росіяни скинули бомбу ФАБ-250 на Нью-Йорк Донецької області, пошкоджено три багатоповерхівки, ясла, амбулаторію, кінозал і спортзал.
О 11:11 було завдано ракетного удару по лікарні в Дніпрі, повідомляють про 4 загиблих та 31 постраждалих.

### 27 травня
Міжнародна асоціація юристів (IBA) ухвалила резолюцію із закликом до країн-членів ООН підтримати створення спеціального міжнародного трибуналу щодо злочину агресії проти України.
Під Бердянськом ЗСУ влучили в базу відпочинку «Хімік» у селі Новопетрівка з окупантами.

### 28 травня
Вночі ворог атакував Україну дронами Shahed-136/131 з Брянської області та Краснодарського краю. Росіяни випустили 54 бпла, ППО знищила 52 із них. Зафіксовані влучання в Житомирській області та місті Києві, є один загиблий та 2 поранені. Внаслідок російського артилерійського удару по Нікополю, було знищено 6 приватних будинків, пошкоджено комунікації.
В вечері окупанти здійснили артилерійський обстріл села Петропавлівка, внаслідок чого загорілися дві господарчі споруди на загальній площі 60 м2. Поранена одна людина.

### 29 травня
Протягом доби було ліквідовано 430 російських загарбників, загальна кількість втрат РФ сягнула 207 тисяч осіб.

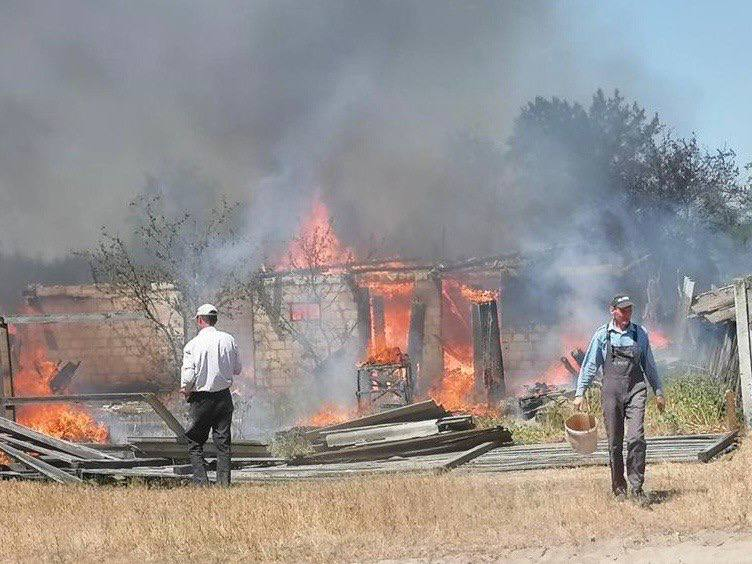
Пожежа на приватній фермі в Київській області після падіння уламків збитої ракети. 29.05.2023

Вночі ворог спробував пробити оборону Києва дронами Shahed-136/131, 30 дронів було збито ППО, було влучання уламків дронів по дахах будівель. Росіяни обстріляли Харківщину, влучили в приватний сектор, було поранено одну людину.
Вдень російськими військами було випущено 11 ракет: «Іскандер-М» та «Іскандер-К» з північного напрямку в напрямку Києва. За словами головнокомандувача, силами і засобами протиповітряної оборони усі цілі знищені.
По АЗС у Торецьку було влучання авіаційної бомби ФАБ-250. Загинуло 2 людей, ще 8 отримали поранення.
Верховна Рада України прийняла Закон № 308/2023 від 27 травня 2023 року «Про застосування секторальних спеціальних економічних та інших обмежувальних заходів (санкцій) до Ісламської Республіки Іран» за технологічну та збройну підтримку Російської Федерації терміном на 50 років.

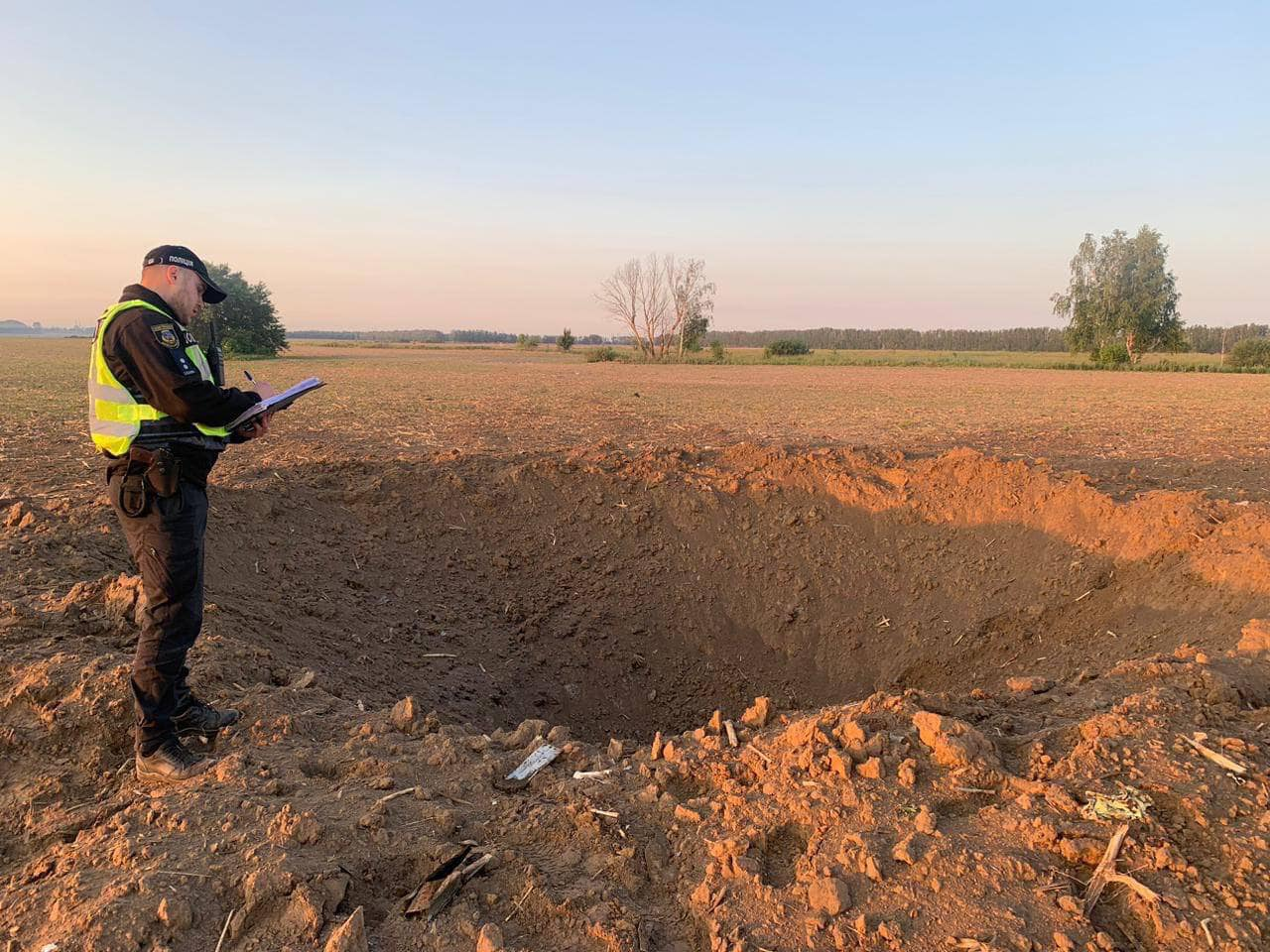
Поліція документує наслідки нічного російського обстрілу України ракетами. Київська область. 29.05.2023

Росіяни активно атакували Мар'їнку. Відбито 12 атак ворога. Також помічені спроби атакувати Масютівки та Крохмального Харківської області та Новоселівського і Стельмахівки — Луганської.

### 30 травня
Українські сили ППО вночі збили над Києвом понад 20 безпілотників. У Голосіївському районі уламками пошкоджено багатоповерхівку, загинула людина, ще чотири — госпіталізовані, через падіння уламків зафіксовано пошкодження будівель та автомобілів у різних районах міста. У Печерському районі уламки збитого дрона пошкодили автомобілі. У Дарницькому районі внаслідок падіння уламків загорівся приватний будинок, також пошкоджено припарковані автомобілі. У Дніпровському районі палаючі уламки впали на зелену зону. У Подільському районі зафіксовано падіння уламків на нежитлову забудову. У Святошинському районі уламки впали на територію одного з підприємств.

### 31 травня
Легіон Свобода Росії вербує тисячі росіян для атаки на Москву, пише The Times. Командир легіону Цезар розповів, що бійці мають тисячі претендентів, які очікують на вступ до їхніх лав, і вони продовжуватимуть здійснювати набіги на кордон доти, доки їхні сили не стануть достатньо великими, щоб штурмувати Москву. Рейд на територію РФ минулого тижня став першим озброєним «вторгненням» у Росію після прикордонних зіткнень між радянськими та китайськими військами у 1969 році, зазначає видання.
Росіяни вранці атакували транспортне підприємство у Межиріцькій громаді Павлоградського району Дніпропетровської області. Поранення отримала восьмирічна дитина, є руйнування.
Російська артилерія гатила по Широкій Балці. Окупанти прицільно вдарили по житловому будинку. Через обстріл поранення отримала трирічна дитина.
Зеленський повідомив, що провів виїзне засідання Ставки верховного головнокомандувача в Одесі. На засіданні командувач Сухопутних військ Олександр Сирський повідомив, що ЗСУ вдалося стабілізувати ситуацію на Хортиці.

## Підсумки травня 2023
Головною подією травня було постачання Великобританією Збройним Силам України крилатих ракет Storm Shadow. Продовжувалися бої довкола Бахмута у той час як більшу частину міста захопили окупаційні війська РФ та в кінці місяця усе частіше повідомлялося про намір ПВК «Вагнер» вивести свої угруповання з цього пункту маючи загрозу потрапити в оточення вже зі сторони української армії. Натомість росіяни почали заміну найманців регулярними частинами.
Збройні сили України в кінці місяця контролювали лише околиці західних районів Бахмуту. Російські війська захопили розвалини міста. Основні бойові дії тривали на межі Мар'їнка, Вугледар, Бахмут.
Про події наступного місяця — див. у статті Хронологія російського вторгнення в Україну (червень 2023).